# Campoletis takizawai
Campoletis takizawai är en stekelart som beskrevs av Kusigemati 1972. Campoletis takizawai ingår i släktet Campoletis och familjen brokparasitsteklar. Inga underarter finns listade.